# Шувалов, Павел Андреевич (1776)
Граф Па́вел Андре́евич Шува́лов (1776—1823) — русский генерал-лейтенант, генерал-адъютант из рода Шуваловых, отличившийся во время войн с Наполеоном. Владелец имения Парголово.

## Биография

### Ранние годы
Второй (после Петра) сын литератора-галломана Андрея Петровича Шувалова от брака с Екатериной Петровной, дочерью фельдмаршала П. С. Салтыкова. Родился 21 мая (1 июня) 1776 года. Получил воспитание на французский лад.
В военную службу был записан ещё в малолетнем возрасте, получив 12 февраля 1786 года чин корнета в лейб-гвардии Конному полку. 3 января 1793 был произведён в чин подпоручика.

### Походы под началом Суворова
1 января 1795 удостоен за участие в подавлении восстания Костюшко в 1794 году ордена Св. Георгия 4-го кл.
Во всемилостивейшем уважении на усердную службу и отличное мужество, оказанное 24-го октября при взятии приступом сильно укрепленного Варшавского предместия, именуемого Прага.
18 августа 1798 года получил чин полковника. Принимал участие в Итальянском и Швейцарском походах армии Суворова, отличился при Нови, у Сен-Готардского перевала получил «жестокое» ранение в колено.

### Отставка и продолжение службы
По возвращении в Россию вышел в отставку, но после смены императора вернулся на военную службу в чине генерал-майора (15 сентября 1801), а 11 июня 1803 года получил назначение на должность шефа Глуховского кирасирского полка. С 24 августа по 5 октября 1806 года — шеф Серпуховского драгунского полка, затем — вновь шеф Глуховского кирасирского. По характеристике Ф. Вигеля,
Он был человек добродушный, благородный и храбрый, один из любимцев императора — и должен бы был быстрее шагать на военном поприще, если бы смолоду не имел несчастной, совсем не аристократической привычки придерживаться хмельного.
В 1807 году участвовал в войне с французской армией в Пруссии. 7 июля 1808 года ему было пожаловано звание генерал-адъютанта, тогда же он был снят с должности шефа полка.

### Русско-шведская война
Во время зимней кампании 1809 года возглавлял Глуховский кирасирский полк. Проделав с северным отрядом марш по льду, взял город Торнео, где захватил порядка 8000 солдат шведского гарнизона и множество орудий; 3 мая Шувалов одержал победу при Шелефте и взял в плен авангард, а 20 мая занял Умео. Шведские войска были частью опрокинуты, частью поспешно отступили. Шведский генерал Дёбельн просил Шувалова с учётом близкого заключения мира прекратить кровопролитие и предложил уступить всю Вестроботнию. Шувалов согласился заключить конвенцию, но главнокомандующий Барклай де Толли её не одобрил.
За этот успех Шувалов получил 20 марта 1809 года повышение в чине до генерал-лейтенанта. В период с ноября 1809 по май 1810 года исполнял дипломатические поручения в столице Австрийской империи Вене.

### Масонство
Видный масон. Ещё в 1810 году присоединился к ложе «Соединённых друзей», впоследствии член-основатель ложи «Северных друзей» и член «шотландской» (высших степеней) ложи «Сфинкс». В 1814 году великий мастер великой директориальной ложи «Владимир к порядку», в 1815 году её второй великий наместный мастер. Член капитула «Феникс», орденское имя: Рыцарь факела истины, девиз: Светом побеждает тьму.

### Отечественная война
В Отечественную войну 1812 года возглавил 4-й пехотный корпус, входивший в состав 1-й Западной армии, однако уже вскоре после начала боевых действий был вынужден покинуть расположение войск по состоянию здоровья и временно оставил действительную службу. Принимал участие во всех основных сражениях кампании 1813—14 годов, находясь непосредственно при особе императора Александра I; отличился в битве под Кульмом, за что был награждён прусским Железным крестом. Дважды возглавлял русские делегации на переговорах с французским командованием о заключении перемирий, в том числе подписал 7-недельное Плейсвицкое перемирие. За участие в Битве народов под Лейпцигом получил орден Св. Александра Невского; присутствовал при взятии Парижа союзниками.
В 1814 году сопровождал отрёкшегося от престола Наполеона I и его супругу Марию-Луизу во Фрежюс, затем, находясь в должности комиссара русского правительства, эскортировал бывшего императора на остров Эльба. Шувалов спас ему жизнь, за что в подарок ему была вручена памятная сабля: во время проезда на Эльбу через Фонтенбло он «одолжил» Наполеону свою шинель и пересадил его в свою карету. Такая маскировка была мерой предосторожности, чтобы не допустить убийства бывшего императора враждебно настроенными к нему французами. Ныне эта шинель выставлена в венском Музее военной истории.

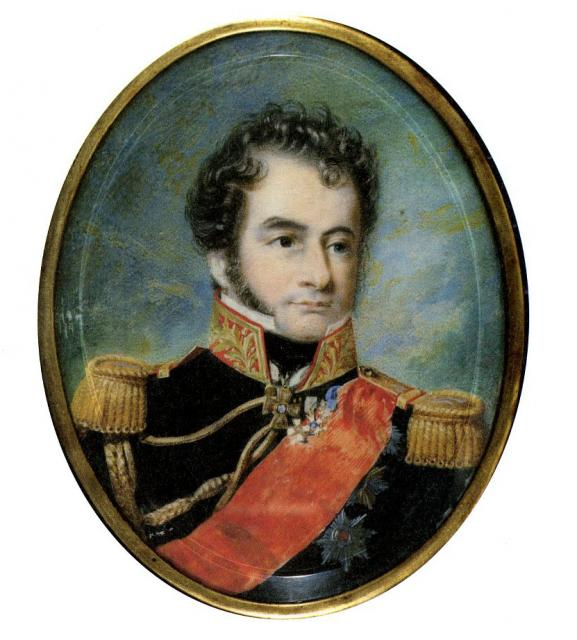
П. А. Шувалов

Позже Шувалов служил при Александре I и продолжал исполнять некоторые поручения дипломатического характера. Скончался в субботу, 8 (20) декабря 1823 года и похоронен на Георгиевском кладбище Большой Охты в Петербурге, где купил место незадолго до этого. На похоронах Шувалова присутствовал сам император. К. Я. Булгаков писал брату:
Здесь в семье Шуваловых внезапное и печальное происшествие… В субботу генерал-адъютант Шувалов немного занемог, велел приготовить себе ванну и только поднял ногу, чтоб влезть в неё, повалился и отдал Богу душу. Говорят, что у него был полип в сердце, но конец все-таки сделал ему удар. Он был добр, счастлив, богат до чрезвычайности; смерть его всех поразила и всех огорчила, особенно бедных.

## Награды
российские:
- Орден Святого Георгия 4-го класса (1 января 1795)
- Орден Святого Владимира 2-й степени
- Орден Святого Александра Невского (8 октября 1813)
- Орден Святой Анны 1-й степени
- Орден Святого Иоанна Иерусалимского, кавалер

иностранные:
- Прусский орден Красного орла 1-й степени
- Прусский Кульмский крест
- Австрийский орден Леопольда, командор
- Французский орден Святого Людовика, кавалер
- Вюртембергский орден «За военные заслуги», большой крест с короной
- Баварский Военный орден Максимилиана Иосифа, командор
- Сардинский орден Святых Маврикия и Лазаря, кавалер

## Семья
Жена (с 10 мая 1816 года) — княжна Варвара Петровна Шаховская (1796—1870), её мать шокировала Екатерину II браком с принцем Аренбергом. В браке имели двух сыновей:
- Андрей Павлович (1817—1876), флигель-адъютант, с 1844 года был женат на Софье Михайловне Воронцовой (1825—1879), дочери князя М. С. Воронцова.
- Пётр Павлович (1819—1900), камергер, член Редакционных комиссий. Был женат на Софье Львовне Нарышкиной (1829—1894), дочери Л. А. Нарышкина и О. С. Потоцкой.

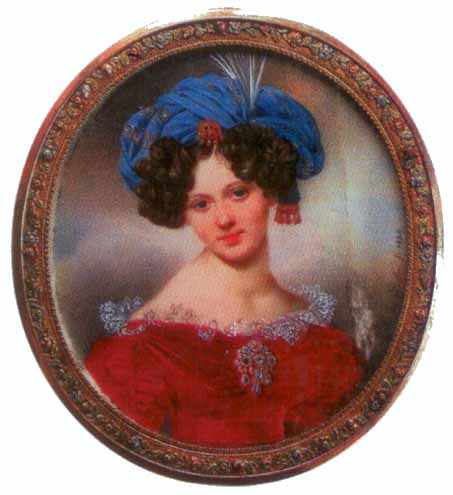
Варвара Петровна, жена
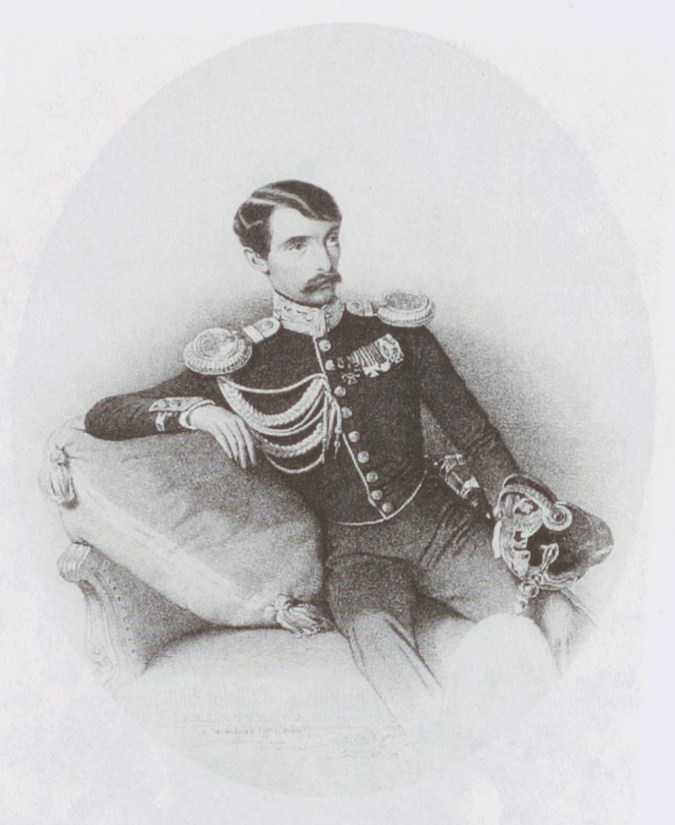
Андрей Павлович, сын
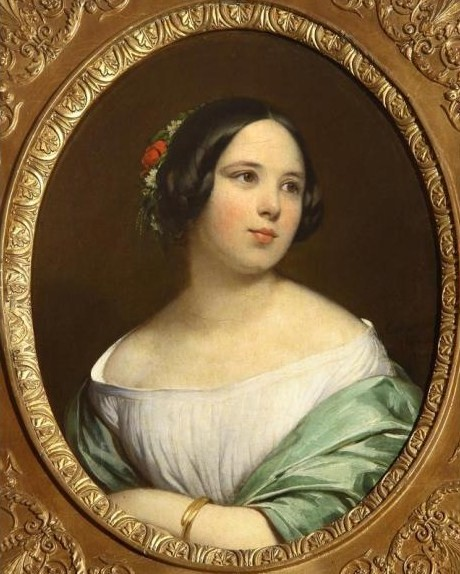
Софья Михайловна, невестка
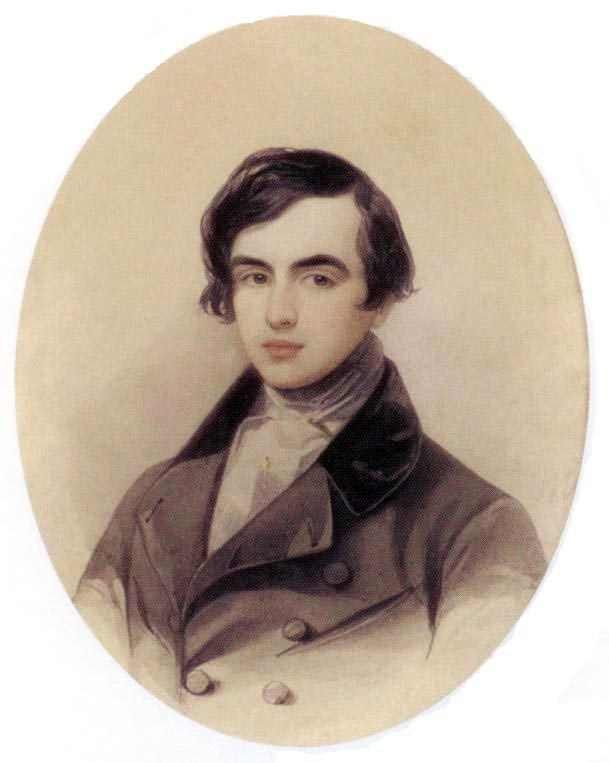
Пётр Павлович, сын
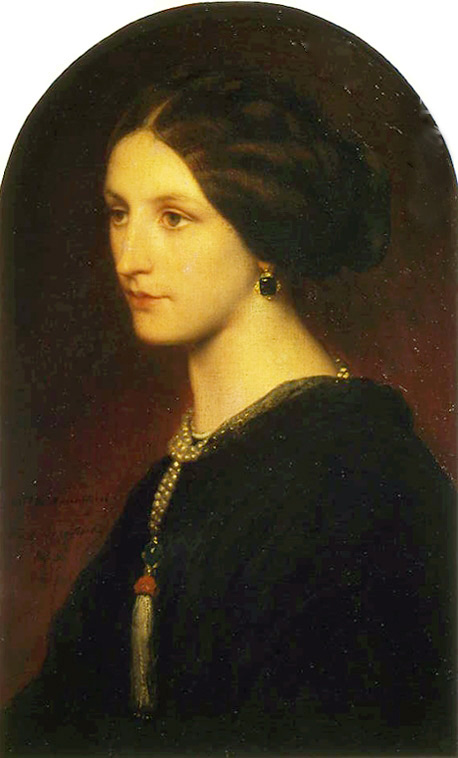
Софья Львовна, невестка